# Ранцево (железнодорожная станция, Кувшиновский район)
Ра́нцево — железнодорожная станция в Кувшиновском районе Тверской области. Входит в состав Сокольнического сельского поселения.

## География
Находится в центральной части Тверской области на расстоянии приблизительно 11 км (по прямой) на юго-запад от Кувшиново, административного центра района у железнодорожной линии Торжок-Соблаго.

## История
Станция Ранцево была открыта в 1916 году. До 2015 года насёленный пункт входил в Ранцевское сельское поселение.

## Население
| 2008 | 2010 |
| ---- | ---- |
| 107  | ↘95  |

Численность населения: 107 человек (русские 96 %) в 2002 году, 95 человек в 2010 году.